# Mighty Joe Young (1949)
Mighty Joe Young (bra: Monstro de um Mundo Perdido; prt: O Gigante Africano) é um filme estadunidense de 1949, dos gêneros comédia dramática, aventura e fantasia, dirigido por Ernest B. Schoedsack e estrelado por Terry Moore e Ben Johnson.

## A produção
Inspirado em King Kong, com o qual divide a mesma equipe — produtor, diretor, ator (Robert Amstrong), roteiristas e diretor de efeitos especiais — o filme tenta repetir o êxito daquele clássico do cinema de aventuras, mas fica mais próximo da sequência The Son of Kong (1933).
Dirigido a um público mais jovem, a abordagem é bem diferente, pois enquanto King Kong é um típico "filme de monstro", Mighty Joe Young é praticamente uma comédia, com sequências leves como a dos exploradores tentando laçar Joe no estilo dos cowboys, o cabo de guerra entre o gorila e dez campeões de luta livre, e o número musical Beautiful Dreamer, dividido entre o gorila e a mocinha.
Dois fatos nem sempre lembrados são que a sequência final foi originalmente mostrada em cores e que John Ford é coprodutor da película, com Merian C. Cooper.
Os efeitos especiais, criados por nove técnicos, recebeu o Oscar da categoria.
O filme ganhou um remake em 1998, com o mesmo título e estrelado por Charlize Theron e Bill Paxton.

## Sinopse
O explorador Max O'Hara descobre na África um enorme gorila que é o bichinho de estimação de Jill Young. Max convence Jill a levá-lo para Hollywood, onde o batisa como "Mr. Joseph Young da África". Agora, Joe e Jill são a principal atração de um "super colossal" nightclub. Noite após noite, eles divertem a plateia e depois Joe fica preso em sua cela. Um dia, porém, alguns bêbados dão-lhe uísque e Joe, enfurecido, liberta-se e deixa um rastro de destruição atrás de si.

## Premiações
| Prêmio     | Categoria                | Situação |
| ---------- | ------------------------ | -------- |
| Oscar 1950 | Melhores efeitos visuais | Venceu   |

## Elenco
| Ator/Atriz       | Personagem         |
| ---------------- | ------------------ |
| Terry Moore      | Jill Young         |
| Ben Johnson      | Gregg              |
| Robert Armstrong | Max O'Hara         |
| Frank McHugh     | Windy              |
| Douglas Fowley   | Jones              |
| Denis Green      | Crawford           |
| Paul Guilfoyle   | Smith              |
| Nestor Paiva     | Brown              |
| Regis Toomey     | John Young         |
| Lora Lee Michel  | Jill Young criança |
| James Flavin     | Schultz            |